# Walter Wilz
Walter Wilz (ur. 20 października 1937 w Seligenstadt, zm. 1983 w Monachium) – niemiecki aktor teatralny, filmowy i telewizyjny.

## Kariera
Po ukończeniu szkoły aktorskiej grał na scenach w Berlinie, Monachium, Hamburgu i we Frankfurcie. W 1958 po raz pierwszy wystąpił przed kamerą. Kilka miesięcy później zadebiutował także w kinie. Zagrał kilka ról drugoplanowych, m.in. w filmie kryminalnym Der Frosch mit der Maske (1959), thrillerze Alistaira MacLeana Ostatnia granica (The Secret Ways, 1961) u boku Richarda Widmarka, Winnetou i Old Firehand (Winnetou und sein Freund Old Firehand, 1966), melodramacie Carmen, Baby (1967). W 1968 roku otrzymał jedną z głównych ról w serialu Schatzsucher unserer Tage.
W 1983 roku w Monachium popełnił samobójstwo.

## Wybrana filmografia

### Filmy fabularne
- 1959: So weit die Füße tragen jako Mihail
- 1959: Der Engel, der seine Harfe versetzte nastolatek w klubie
- 1959: Das Nachtlokal zum Silbermond
- 1959: Gitarren klingen leise durch die Nacht jako Jacopo
- 1959: Der Frosch mit der Maske jako Ray Bennet
- 1960: Himmel, Amor und Zwirn
- 1960: Kein Pardon nach Mitternacht (Den sidste vinter)
- 1960: Wegen Verführung Minderjähriger
- 1960: Fabrik der Offiziere
- 1961: Geheime Wege (The Secret Ways) jako Jancsi
- 1961: Nur der Wind jako Angus
- 1961: Morgen beginnt das Leben jako Walter Dobel
- 1961: Immer wenn es Nacht wird jako dr Harald Goetz
- 1962: Mr. Pim möchte nicht stören (TV)
- 1963: Haus der Schönheit (TV)
- 1963: In einer fremden Stadt (TV)
- 1964: Die Zeit der Schuldlosen jako student
- 1964: Schaufensterpuppen (TV)
- 1965: Das Leben meines Bruders (TV)
- 1966: Lange Beine – lange Finger jako Sammy Snapper
- 1966: Winnetou i Old Firehand (Winnetou und sein Freund Old Firehand) jako Billy-Bob Silers
- 1967: Mein Freund Harvey (TV)
- 1967: Ein kleines Fest (TV)
- 1967: Carmen, Baby jako Baby Lucas
- 1969: Bitte recht freundlich, es wird geschossen (TV)
- 1970: Die Hand im Mund (TV)
- 1970: Auftrag: Mord ! (TV)
- 1970: Birdie
- 1971: Kolibri (TV)
- 1971: Die Halsbandaffäre (TV)

### Seriale TV
- 1966: Die fünfte Kolonne – Stahlschrank SG III
- 1967: Landarzt Dr. Brock – Das Findelkind
- 1968: Schatzsucher unserer Tage
- 1974: Die Fälle des Herrn Konstantin